# ブジェツラフ - クーティ線
ブジェツラフ - クーティ線（チェコ語: Železniční trať Břeclav–Kúty）はチェコ共和国南モラヴィア州ブジェツラフとスロバキア共和国トルナヴァ県クーティを結ぶ、複線・電化の幹線鉄道である。プラハ - ブラチスラヴァ間の重要な区間として、この路線は汎ヨーロッパ交通回廊の4番目経路に属する。

## 歴史
1900年3月10日に帝国特認皇帝フェルディナント北部鉄道（略: KFNB）はルンデンブルク（現在ブジェツラフ）- ブロツコー（現在ブロドスケー）のハンガリー国境区間の地方鉄道建設に関する許可を獲得した。KFNBには18ヶ月以内に鉄道を完成する義務があった。一方、ハンガリー区間の鉄道建設免許はハンガリー北西地方鉄道（ハンガリー語: Magyar Északnyugati helyi érdekű vasút）に与えられた。1900年9月8日にルンデンブルク - クーティ間地方鉄道は開業されて、北西地方鉄道路線はKFNB地方鉄道路線と共にウィーンと西スロバキアを結ぶ短距離区間となった。1906年10月31日の法律によりKFNBは国有化されて、ルンデンブルク - 国境区間はオーストリア帝国鉄道（略: kkStB）の路線網に統合された。
第一次世界大戦の終戦後、新生のチェコスロバキアではモラヴィアとスロバキアの列車通行は重要なプロジェクトの一つであった。その一環として、1921年までこの路線は主要幹線として改修された。その後、ブジェツラフ駅の進入区間が1929年11月11日に移設されて、ブルノ - ブラチスラヴァ区間を通行する列車に運行方向の転換は不要となった。
電車線設置工事は1960年代末に電圧25 kV・周波数50 Hzシステムで実行されて、1967年10月2日に電気運転は実現された。
2021年にスロバキア国鉄はランジュスホト - クーティ間の完全な改修工事を計画して、主な内容はモラヴァ川鉄道橋の改築・走行速度の向上である。チェコの予算は4億9500万クロネで、線路は工事期間には単線で運営されている。地域輸送の場合、代行バスが運用される。

## 運行形態
- 特急列車（IC）: プラハ - ブルノ - ブジェツラフ - クーティ - ブラチスラヴァ - ブダペスト[6]。